# Шатов, Александр Павлович
Алекса́ндр Па́влович Ша́тов (9 (21) июня 1899, Гродно — 3 ноября 1961, Москва) — актёр театра и кино, народный артист РСФСР (1961).

## Биография
Родился 9 июня (21 июня по новому стилю; по другим данным – 26 июня) 1899 года в Гродно (по другим данным — в Гатчине) в семье Павла Александровича и Елены Шатовых.
В 1916 году окончил Первый Московский Кадетский корпус, в 1917 году – ускоренный курс Николаевского кавалерийского училища в Петрограде. В 1917—1918 годах служил в Российской императорской армии (был корнетом 2–го Уланского полка на Германском фронте Первой мировой войны); в 1918—1922 годах в Красной Армии (был инструктором Московских кавалерийских курсов комсостава).
- В 1920—1924 годах учился в Высших театральных мастерских Государственного Малого театра. После обучения, в 1924—1931 годах, был артистом студии Малого театра.
- В 1931—1938 годах артист Государственного Нового театра.
- В 1938—1945 годах артист Московского драматического театра под руководством Ф. Н. Каверина.
- В апреле-сентябре 1945 года артист Московского театра Сатиры.
- В 1945—1954 годах артист Московского театра имени Ленинского комсомола.
- В 1954—1961 годах артист Московского драматического театра имени А.С. Пушкина.

Также снимался в кино, дебютировав в 1936 году в фильме «Гобсек» (в роли Дервилля).
Был членом КПСС, в 1945—1947 годах учился в Университете марксизма–ленинизама при МГК ВКП(б).
Умер в Москве 3 ноября 1961 года. Похоронен на Новодевичьем кладбище (5 участок, 44 ряд).

## Творчество

### Театральные работы
Студия Малого театра
- 1925 — "Федька-есаул" Б. С. Ромашова — разбитной парень

#### Московский театр им. Ленинского комсомола
- 1952 — «Сыновья Москвы» Н. В. Рожкова. Постановка С. Л. Штейна и С. В. Гиацинтовой — Николай Григорьевич Фирсов

#### Московский драматический театр имени А. С. Пушкина
- 1954 — «Иванов» А. П. Чехова — граф Шабельский
- 1956 — «Игрок» Ф. М. Достоевского — мистер Астлей
- 1958 — «Деревья умирают стоя» А. Касоны — сеньор Бальбоа
- 1960 — «Консул Берник» по пьесе Г. Ибсена «Столпы общества» — консул Берник
- 1961 — «Свиные хвостики» Я. Дитла. Режиссёр: Б. И. Равенских — Иозеф Спаленка

### Фильмография
- 1936 — Гобсек — Дервилль
- 1939 — Ленин в 1918 году — Константинов, один из руководителей заговора эсеров
- 1941 — Самый храбрый —
- 1941 — Боевой киносборник №7 — немецкий офицер
- 1943 — Лермонтов — жандармский офицер
- 1945 — Это было в Донбассе — немецкий офицер
- 1946 — Глинка — Александр Христофорович Бенкендорф
- 1946 — Крейсер «Варяг» — офицер
- 1950 — Жуковский — работник завода 1948 - Три встречи — Минский
- 1950 — Огни Баку — Чарльз Семме, геолог
- 1950 — Секретная миссия — немецкий промышленник
- 1953 — Корабли штурмуют бастионы - офицер
- 1953 — Серебристая пыль — мистер Мек Вуд, президент Восточного химического треста
- 1954 — «Богатырь» идет в Марто — Галтер, наемник для "грязных" операции
- 1956 — Убийство на улице Данте — следователь
- 1957 — Семья Ульяновых — Петр Николаевич Дурново
- 1957 — 1958 — Тихий Дон — генерал Листницкий
- 1959 — Золотой эшелон — Колчак

## Награды
- медаль «За оборону Советского Заполярья» (1945),
- медаль «За доблестный труд в Великой Отечественной войне» (1946),
- медаль «В память 800–летия Москвы» (20.12.1947),
- югославский орден «Братство и единство» (21.11.1946).